# Riedhausen (Günzburg)
Riedhausen ist ein Ortsteil der Stadt Günzburg im schwäbischen Landkreis Günzburg.

## Lage
Das Pfarrdorf liegt im Donaumoos auf freier Flur, etwa 6,5 Kilometer nördlich von Günzburg an der Grenze zu Baden-Württemberg. Die Staatsstraße 1186 (ehemalige Römerstraße) führt nach Günzburg.

## Geschichte
Im Mittelalter war Riedhausen Sitz des Rittergeschlechts Riethusen. Von dessen offenbar im 13. Jahrhundert aufgegebener Stammburg zeugen heute Spuren eines Burgstalls im Ort.:20
Im 15. Jahrhundert besaßen die Söhne des Ulmer Patriziers Hans Strölin d. Ä. die Güter zu Riedhausen. Wegen der Schuldenlast infolge des Dreißigjährigen Krieges standen die Untertanen in Riedhausen mit der Gutsherrschaft seit 1675 in einem Pachtverhältnis, das bis 1921 bestand. Mit dem Aufkommen des Postwesens diente der Ort als Pferdewechselstation am Handelsweg von Günzburg nach Ellwangen.
Das bayerische Urkataster zeigt Riedhausen in den 1810er Jahren als ein Kirchdorf mit 29 planmäßig angelegten Schollen östlich des Schlosses, der Kirche und ihrem kleinen Gottesacker. Nördlich des Ortes wurde der Landgraben zu zwei Weihern angestaut.
Die bis dahin selbständige Gemeinde Riedhausen wurde am 1. Mai 1978 im Rahmen der Gemeindegebietsreform nach Günzburg eingegliedert.

## Baudenkmäler
In der Liste der Baudenkmäler in Riedhausen sind zwei Objekte eingetragen, die neuromanische Katholische Pfarrkirche St. Vitus aus dem 19. Jahrhundert und die Reste der Schlossstädel aus dem 18. Jahrhundert.